# نيل ماكنزي
نيل ماكنزي (24 نوفمبر 1975 في جنوب أفريقيا - ) (بالإنجليزية: Neil McKenzie)‏ هو لاعب كريكت جنوب أفريقي. شارك مع منتخب جنوب أفريقيا الوطني للكريكت. أما مع النوادي، فقد لعب مع نادي مقاطعة دورهام للكريكت ‏ ونادي مقاطعة هامبشاير للكريكت ‏ ونادي مقاطعة سومرست للكريكت ‏ وGauteng (cricket team) ‏ وImperial Lions ‏ ونادي الشماليين للكريكت ‏.

## وصلات خارجية
- نيل ماكنزي على موقع إي آس بي آن كريك إنفو (الإنجليزية)